# Новооскольский уезд

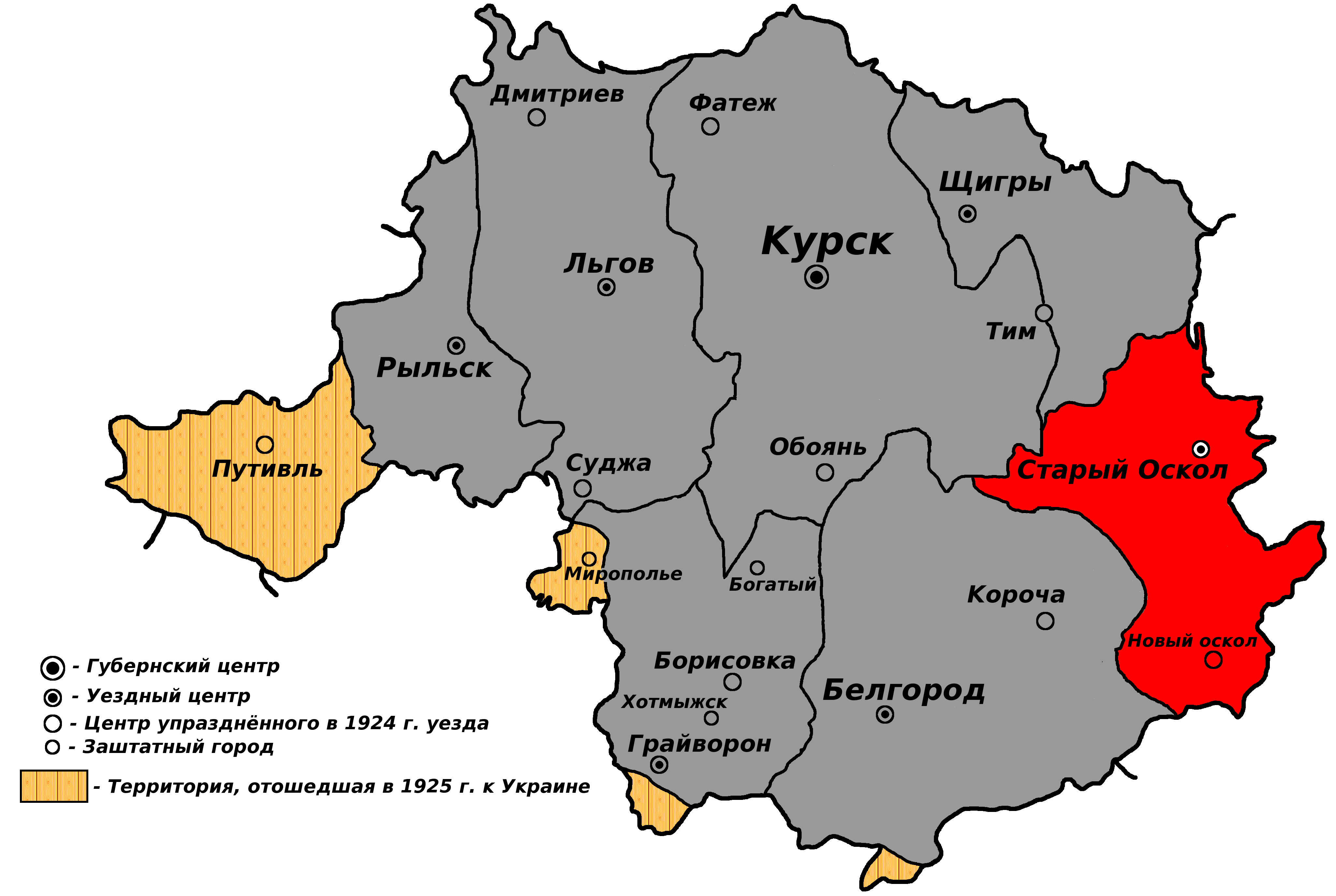
В составе Старооскольского уезда Курской губернии РСФСР (1924—1928 гг.)

Новооско́льский уе́зд — административно-территориальная единица Русского царства, Российской империи и РСФСР. Уезд входил в состав Белгородской губернии (1727—1779), Курского наместничества (1779—1796) и Курской губернии (1802—1924). Уездным центром был город Новый Оскол.

## История
Новооскольский уезд известен по писцовым описаниями как административно-территориальная единица с середины XVII века. К Новооскольскому уезду относились близлежащие поселения к Новому Осколу, одному из крупных городов-крепостей Белгородской черты. Город с уездом входил в состав Белгородского разряда. Новооскольский уезд был упразднён как административно-территориальная единица в 1708 году в ходе областной реформы Петра I, Новый Оскол вошёл в состав Азовской губернии.
В 1719 году губернии были разделены на провинции, Новый Оскол был приписан к Белгородской провинции Киевской губернии.
В 1727 году из состава Киевской губернии была выделена Белгородская губерния, состоящая из Белгородской, Орловской и Севской провинций. Новооскольский уезд был восстановлен в составе Белгородской провинции Белгородской губернии.
В 1779 году в результате губернской реформы Екатерины II Белгородская губерния была упразднена. Новооскольский уезд, границы которого были пересмотрены, вошёл в состав Курского наместничества.
В 1796 году Курское наместничество было преобразовано в Курскую губернию. Новооскольский уезд был упразднён, а его территория разделена между Старооскольским и Корочанским уездами.
В 1802 году Новооскольский уезд был восстановлен в изменённых границах.
C 1802 по 1924 год Новооскольский уезд существовал без значительных территориальных изменений.
После подписания Брестского мира, с апреля 1918 по январь 1919 годов Новооскольский уезд был составной частью Украинской Державы гетмана П. П. Скоропадского, земской центр г. Острогожск, земля Подонье, (вместе с Корочанским, Валуйским, Грайворонским, Бирюченским, Острогожским, Богучарским уездами) Харьковской губернии Украинской народной республики (УНР).
В период между 1918 и 1924 годами многократно пересматривался состав и названия входивших в уезд волостей и сельсоветов.
9 мая 1923 года к Новооскольскому уезду была присоединена Старобезгинская волость Острогожского уезда Воронежской губернии.
По постановлению Президиума ВЦИК от 12 мая 1924 года Новооскольский уезд был упразднён, а его территория разделена между Белгородским и Старооскольским уездами. Новый Оскол вошёл в состав Староосколького уезда.
В 1928 году, после ликвидации Курской губернии и перехода на областное, окружное и районное деление, был создан Новооскольский район, вошедший в Острогожский округ Центрально-Чернозёмной области.

## Население
- 1786 г. — 23 331
- 1850 г. — 101 946
- 1862 г. — 119 306
- 1877 г. — 132 652
- 1887 г. — 136 448
- 1897 г. — 157 849
- 1910 г. — 197 600
- 1921 г. — 183 159[3]

### Этнический состав
| Год  | русские | украинцы |
| ---- | ------- | -------- |
| 1719 | 58,5 %  | 41,4, %  |
| 1742 | 39,9 %  | 60,0 %   |
| 1760 | 30,0 %  | 69,6 %   |
| 1762 | 46,4 %  | 63,5 %   |
| 1782 | 44,4 %  | 55,5 %   |
| 1795 | 44,3 %  | 55,6 %   |
| 1850 | 41,0 %  | 58,9 %   |
| 1862 | 44,0 %  | 55,9 %   |
| 1897 | 44,0 %  | 56,0 %   |
| 1925 | 42,5 %  | 57,4 %   |

В Новооскольском уезде по переписи населения 1760 года проживало 69,6 % украинцев и 30 % русских.
В 1850 г.в Новооскольском уезде проживало 60 044 или 58,9 % украинцев и 41 888 или 41,1 % русских.
В 1862 году в Новооскольском уезде проживало 55,9 % украинцев и 44 % русских.
В 1897 году в Новооскольском уезде насчитывалось — украинцев 80 514 — 56 % и русских 77 214 — 44 %.
В 1920 году доля украинцев в Новооскольском уезде колебалась по волостям от 60 до 80 %.
В 1925 году в Булановской волости проживало 72,6 % украинцев и 27,3 % русских, в Слоновской волости — 68,2 украинцев и 31,7 % русских, в Троицкой волости — 60,8 % украинцев и 29,1 % русских.
В Чернянской волости в 1926 году проживало 67,7 % украинцев и 32,1 % русских.

## Административно-территориальное деление

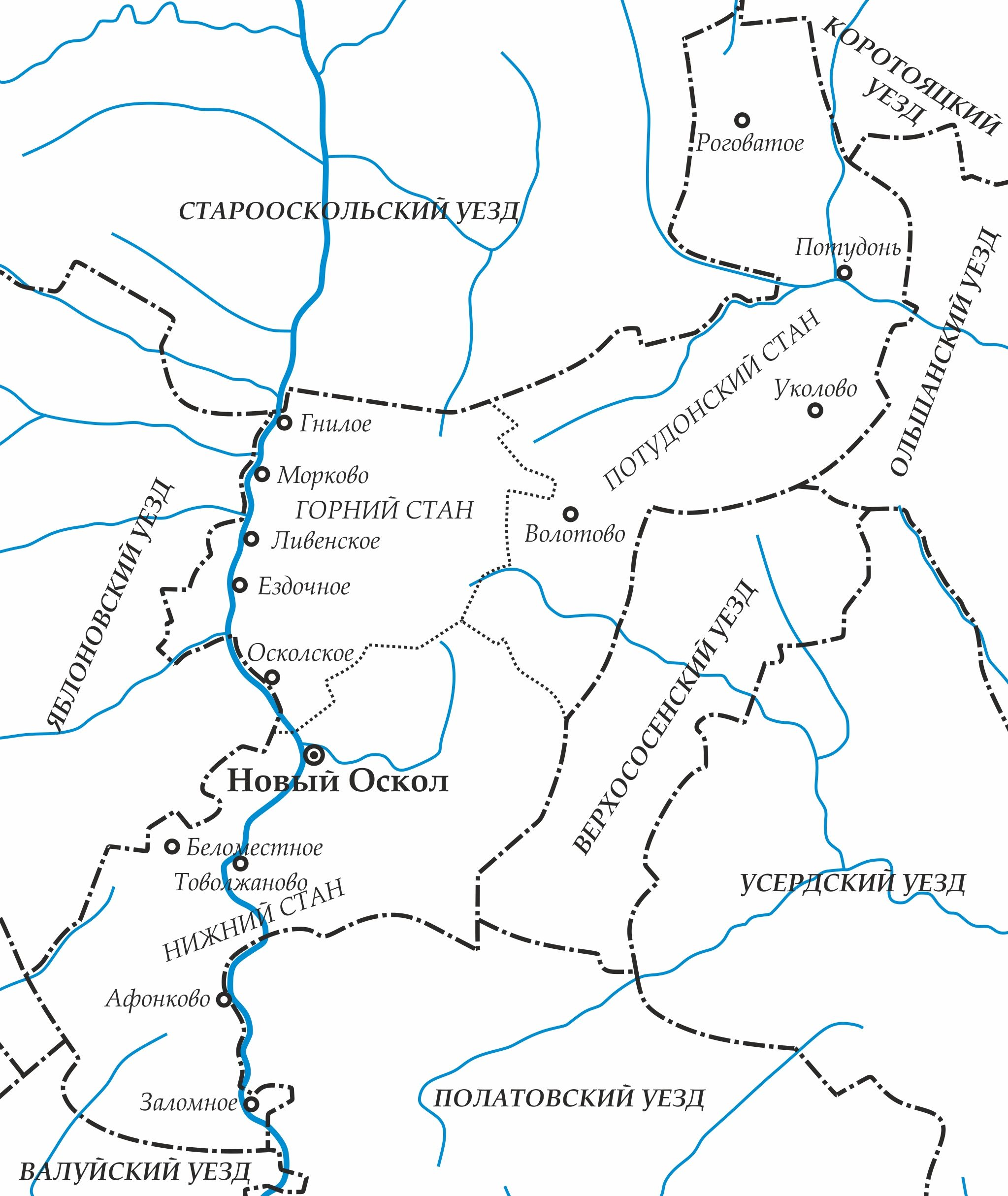
Новооскольский уезд в XVIII веке

В XVII—XVIII веках Новооскольский уезд разделялся на три стана — Нижний («стан вниз по Осколу реке»), Потудонский и Горний («стан вверх по Осколу реке»).
В 1890 году в состав уезда входило 12 волостей
| № п/п | Волость             | Волостное правление   | Число селений | Население |
| ----- | ------------------- | --------------------- | ------------- | --------- |
| 1     | Баклановская        | х. Бакланов           | 12            | 6179      |
| 2     | Богородская         | с. Богородское        | 10            | 11483     |
| 3     | Булановская         | сл. Булановка         | 22            | 12933     |
| 4     | Велико-Михайловская | сл. Велико-Михайловка | 7             | 26687     |
| 5     | Коньшинская         | с. Верхний Ольшанец   | 16            | 9405      |
| 6     | Ново-Безгинская     | сл. Ново-Безгино      | 13            | 5632      |
| 7     | Ольшанская          | сл. Ольшанка          | 12            | 16537     |
| 8     | Пригородная         | сл. Михайловская      | 40            | 14928     |
| 9     | Слоновская          | сл. Слоновская        | 20            | 18755     |
| 10    | Троицкая            | сл. Троицкая          | 20            | 14375     |
| 11    | Халанская           | сл. Халань            | 20            | 11380     |
| 12    | Чернянская          | сл. Чернянка          | 20            | 14326     |

Состав уезда на 1910 г (10 волостей и 394 поселений).
- Богородская волость — с. Богородское
- Булановская волость — с. Булановка
- Велико-Михайловская волость — сл. Велико-Михайловка
- Волотовская волость — с. Волотово
- Ольшанская волость — сл. Ольшанка
- Пригородная волость — сл. Михайловская
- Слоновская волость — сл. Слоновка
- Троицкая волость — сл. Троицкая
- Халанская волость — сл. Халань (Большая Халань)
- Чернянская волость (слобода Чернянка, деревня Ливенка, деревня Черняночка)